# Fičo Balet
Fičo balet je nekonvencionalna plesno-gledališka skupina, ki preko plesnih, gledaliških predstav in delavnic ljudem umetnost podaja na sodoben način.
Od leta 2000 so ustvarjalci Fičo Baleta sodelovali s preko 100 umetniškimi sodelavci, odigrali preko 200 predstav in delavnic, med drugimi v Londonu, Moskvi, New Yorku, Bostonu, Montréalu, Hannovru, Berlinu, Pragi, Varšavi, Milanu, Antwerpnu, Kopenhagnu, Bytomu, Volgogradu, Monaku, Beogradu, Podgorici, Dubrovniku, Zagrebu, Pulju, Gradcu, Čedadu, Cahorsu, Cambridgeu in na glavnih slovenskih odrih.